# Campionato europeo maschile di pallacanestro 1967
Il 15º Campionato Europeo Maschile di Pallacanestro FIBA (noto anche come FIBA EuroBasket 1967) si è tenuto dal 28 settembre all'8 ottobre 1967 in Finlandia.
I Campionati europei maschili di pallacanestro sono una manifestazione biennale tra le squadre nazionali organizzata dalla FIBA Europe.

## Partecipanti
Partecipano sedici nazionali divise in due gruppi da otto squadre.
| Gruppo A                                                                                      | Gruppo B                                                                                      |
| --------------------------------------------------------------------------------------------- | --------------------------------------------------------------------------------------------- |
| - Belgio - Finlandia - Jugoslavia - Paesi Bassi - Polonia - Romania - Spagna - Cecoslovacchia | - Bulgaria - Germania Est - Francia - Grecia - Israele - Italia - Unione Sovietica - Ungheria |

## Prima fase
La vincente di ogni gara si aggiudica due punti, la perdente uno. Le prime due accedono alle semifinali, la terza e la quarta alle semifinali per i posti dal quinto all'ottavo, la quinta e la sesta a quelle per i posti dal nono al dodicesimo e le ultime due si disputano i posti dal tredicesimo al sedicesimo.

### Gruppo A – Helsinki
| Gara | Team 1      | Team 2         | 1.T.  | 2.T.  | Supp. | Finale |
| ---- | ----------- | -------------- | ----- | ----- | ----- | ------ |
| A1   | Spagna      | Romania        | 28:37 | 49:40 | 8:11  | 85:88  |
| A2   | Belgio      | Jugoslavia     | 37:29 | 29:44 | –     | 66:73  |
| A3   | Finlandia   | Paesi Bassi    | 37:29 | 46:41 | –     | 83:70  |
| A4   | Polonia     | Cecoslovacchia | 28:42 | 47:48 | –     | 75:90  |
| A5   | Belgio      | Paesi Bassi    | 36:39 | 46:31 | –     | 82:70  |
| A6   | Spagna      | Polonia        | 28:45 | 43:43 | –     | 71:88  |
| A7   | Jugoslavia  | Cecoslovacchia | 38:43 | 28:31 | –     | 66:74  |
| A8   | Finlandia   | Romania        | 35:28 | 22:23 | –     | 57:51  |
| A9   | Paesi Bassi | Jugoslavia     | 17:46 | 29:50 | –     | 46:96  |
| A10  | Belgio      | Romania        | 39:45 | 35:32 | –     | 74:77  |
| A11  | Spagna      | Cecoslovacchia | 29:51 | 36:47 | –     | 65:98  |
| A12  | Finlandia   | Polonia        | 32:38 | 36:42 | –     | 68:80  |
| A13  | Paesi Bassi | Romania        | 20:36 | 44:47 | –     | 64:83  |
| A14  | Belgio      | Polonia        | 30:45 | 38:53 | –     | 68:98  |
| A15  | Spagna      | Jugoslavia     | 29:39 | 39:43 | –     | 68:82  |
| A16  | Finlandia   | Cecoslovacchia | 29:23 | 25:26 | –     | 54:49  |
| A17  | Paesi Bassi | Polonia        | 32:32 | 33:37 | –     | 65:69  |
| A18  | Belgio      | Cecoslovacchia | 39:47 | 33:45 | –     | 72:92  |
| A19  | Finlandia   | Spagna         | 41:36 | 35:33 | –     | 76:69  |
| A20  | Jugoslavia  | Romania        | 37:33 | 36:42 | –     | 73:75  |
| A21  | Paesi Bassi | Cecoslovacchia | 24:37 | 44:41 | –     | 68:78  |
| A22  | Belgio      | Spagna         | 31:44 | 45:45 | –     | 76:89  |
| A23  | Polonia     | Romania        | 35:30 | 40:28 | –     | 75:58  |
| A24  | Finlandia   | Jugoslavia     | 22:29 | 37:39 | –     | 59:68  |
| A25  | Romania     | Cecoslovacchia | 23:33 | 28:36 | –     | 51:69  |
| A26  | Spagna      | Paesi Bassi    | 39:29 | 40:42 | –     | 79:71  |
| A27  | Finlandia   | Belgio         | 36:29 | 46:33 | –     | 82:62  |
| A28  | Jugoslavia  | Polonia        | 32:35 | 33:34 | –     | 65:69  |

### Gruppo B – Tampere
| Gara | Team 1           | Team 2           | 1.T.  | 2.T.  | Supp. | Finale |
| ---- | ---------------- | ---------------- | ----- | ----- | ----- | ------ |
| B1   | Bulgaria         | Ungheria         | 32:31 | 34:27 | –     | 66:58  |
| B2   | Israele          | Unione Sovietica | 28:37 | 37:56 | –     | 65:93  |
| B3   | Italia           | Germania Est     | 28:21 | 36:34 | –     | 64:55  |
| B4   | Grecia           | Francia          | 32:33 | 46:36 | –     | 78:69  |
| B5   | Bulgaria         | Grecia           | 31:30 | 33:36 | –     | 64:66  |
| B6   | Israele          | Ungheria         | 30:30 | 30:26 | –     | 60:56  |
| B7   | Germania Est     | Unione Sovietica | 29:45 | 38:38 | –     | 67:83  |
| B8   | Italia           | Francia          | 25:17 | 22:25 | –     | 47:42  |
| B9   | Germania Est     | Francia          | 29:40 | 27:28 | –     | 56:68  |
| B10  | Unione Sovietica | Ungheria         | 44:23 | 41:31 | –     | 85:54  |
| B11  | Israele          | Grecia           | 41:40 | 34:35 | 16:6  | 91:81  |
| B12  | Bulgaria         | Italia           | 39:41 | 34:30 | –     | 73:71  |
| B13  | Grecia           | Ungheria         | 33:27 | 36:33 | –     | 69:60  |
| B14  | Unione Sovietica | Francia          | 55:23 | 53:29 | –     | 108:52 |
| B15  | Israele          | Italia           | 33:41 | 34:29 | –     | 67:70  |
| B16  | Bulgaria         | Germania Est     | 37:37 | 31:29 | –     | 68:66  |
| B17  | Bulgaria         | Francia          | 36:27 | 29:40 | –     | 65:67  |
| B18  | Italia           | Ungheria         | 27:33 | 46:47 | –     | 73:80  |
| B19  | Israele          | Germania Est     | 34:36 | 40:31 | –     | 74:67  |
| B20  | Grecia           | Unione Sovietica | 15:32 | 26:50 | –     | 41:82  |
| B21  | Israele          | Francia          | 28:32 | 47:36 | –     | 75:68  |
| B22  | Germania Est     | Ungheria         | 26:32 | 29:27 | –     | 55:59  |
| B23  | Bulgaria         | Unione Sovietica | 26:42 | 35:42 | –     | 61:84  |
| B24  | Italia           | Grecia           | 30:20 | 44:38 | –     | 74:58  |
| B25  | Francia          | Ungheria         | 26:23 | 30:28 | –     | 56:51  |
| B26  | Bulgaria         | Israele          | 30:24 | 48:37 | –     | 78:61  |
| B27  | Germania Est     | Grecia           | 29:29 | 40:27 | –     | 69:56  |
| B28  | Italia           | Unione Sovietica | 44:57 | 47:48 | –     | 91:105 |

## Fase Finale

### Torneo primo posto
|  | Semifinali       | Semifinali       | Semifinali       |                  |                | Primo posto    | Primo posto | Primo posto |  |
|  |                  |                  |                  |                  |                |                |             |             |  |
|  | Cecoslovacchia   | Cecoslovacchia   | 82               |                  |                |                |             |             |  |
|  | Cecoslovacchia   | Cecoslovacchia   | 82               |                  |                |                |             |             |  |
|  | Bulgaria         | Bulgaria         | 79               |                  |                |                |             |             |  |
|  | Bulgaria         | Bulgaria         | 79               |                  | Cecoslovacchia | Cecoslovacchia | 77          |             |  |
|  |                  |                  |                  |                  | Cecoslovacchia | Cecoslovacchia | 77          |             |  |
|  |                  |                  | Unione Sovietica | Unione Sovietica | 89             |                |             |             |  |
|  | Unione Sovietica | Unione Sovietica | Unione Sovietica | Unione Sovietica | 89             | 108            |             |             |  |
|  | Unione Sovietica | Unione Sovietica |                  |                  |                | 108            |             |             |  |
|  | Polonia          | Polonia          | 68               |                  |                | Terzo Posto    | Terzo Posto | Terzo Posto |  |
|  | Polonia          | Polonia          | 68               |                  |                |                |             |             |  |
|  |                  |                  |                  |                  |                |                |             |             |  |
|  |                  |                  |                  |                  |                | Bulgaria       | Bulgaria    | 76          |  |
|  |                  |                  |                  |                  |                | Bulgaria       | Bulgaria    | 76          |  |
|  |                  |                  |                  |                  |                | Polonia        | Polonia     | 80          |  |

### Torneo quinto posto
|  | Semifinali | Semifinali | Semifinali |           |         | Quinto posto  | Quinto posto  | Quinto posto  |  |
|  |            |            |            |           |         |               |               |               |  |
|  | Italia     | Italia     | 57         |           |         |               |               |               |  |
|  | Italia     | Italia     | 57         |           |         |               |               |               |  |
|  | Romania    | Romania    | 63         |           |         |               |               |               |  |
|  | Romania    | Romania    | 63         |           | Romania | Romania       | 71            |               |  |
|  |            |            |            |           | Romania | Romania       | 71            |               |  |
|  |            |            | Finlandia  | Finlandia | 64      |               |               |               |  |
|  | Finlandia  | Finlandia  | Finlandia  | Finlandia | 64      | 73            |               |               |  |
|  | Finlandia  | Finlandia  |            |           |         | 73            |               |               |  |
|  | Israele    | Israele    | 60         |           |         | Settimo Posto | Settimo Posto | Settimo Posto |  |
|  | Israele    | Israele    | 60         |           |         |               |               |               |  |
|  |            |            |            |           |         |               |               |               |  |
|  |            |            |            |           |         | Italia        | Italia        | 74            |  |
|  |            |            |            |           |         | Italia        | Italia        | 74            |  |
|  |            |            |            |           |         | Israele       | Israele       | 72            |  |

### Torneo nono posto
|  | Semifinali | Semifinali | Semifinali |        |            | Nono posto       | Nono posto       | Nono posto       |  |
|  |            |            |            |        |            |                  |                  |                  |  |
|  | Jugoslavia | Jugoslavia | 75         |        |            |                  |                  |                  |  |
|  | Jugoslavia | Jugoslavia | 75         |        |            |                  |                  |                  |  |
|  | Francia    | Francia    | 69         |        |            |                  |                  |                  |  |
|  | Francia    | Francia    | 69         |        | Jugoslavia | Jugoslavia       | 101              |                  |  |
|  |            |            |            |        | Jugoslavia | Jugoslavia       | 101              |                  |  |
|  |            |            | Spagna     | Spagna | 73         |                  |                  |                  |  |
|  | Grecia     | Grecia     | Spagna     | Spagna | 73         | 95               |                  |                  |  |
|  | Grecia     | Grecia     |            |        |            | 95               |                  |                  |  |
|  | Spagna     | Spagna     | 99         |        |            | Undicesimo Posto | Undicesimo Posto | Undicesimo Posto |  |
|  | Spagna     | Spagna     | 99         |        |            |                  |                  |                  |  |
|  |            |            |            |        |            |                  |                  |                  |  |
|  |            |            |            |        |            | Francia          | Francia          | 74               |  |
|  |            |            |            |        |            | Francia          | Francia          | 74               |  |
|  |            |            |            |        |            | Grecia           | Grecia           | 69               |  |

### Torneo tredicesimo posto
|  | Semifinali   | Semifinali   | Semifinali   |              |          | Tredicesimo posto  | Tredicesimo posto  | Tredicesimo posto  |  |
|  |              |              |              |              |          |                    |                    |                    |  |
|  | Ungheria     | Ungheria     | 76           |              |          |                    |                    |                    |  |
|  | Ungheria     | Ungheria     | 76           |              |          |                    |                    |                    |  |
|  | Paesi Bassi  | Paesi Bassi  | 71           |              |          |                    |                    |                    |  |
|  | Paesi Bassi  | Paesi Bassi  | 71           |              | Ungheria | Ungheria           | 78                 |                    |  |
|  |              |              |              |              | Ungheria | Ungheria           | 78                 |                    |  |
|  |              |              | Germania Est | Germania Est | 62       |                    |                    |                    |  |
|  | Belgio       | Belgio       | Germania Est | Germania Est | 62       | 63                 |                    |                    |  |
|  | Belgio       | Belgio       |              |              |          | 63                 |                    |                    |  |
|  | Germania Est | Germania Est | 78           |              |          | Quindicesimo Posto | Quindicesimo Posto | Quindicesimo Posto |  |
|  | Germania Est | Germania Est | 78           |              |          |                    |                    |                    |  |
|  |              |              |              |              |          |                    |                    |                    |  |
|  |              |              |              |              |          | Paesi Bassi        | Paesi Bassi        | 77                 |  |
|  |              |              |              |              |          | Paesi Bassi        | Paesi Bassi        | 77                 |  |
|  |              |              |              |              |          | Belgio             | Belgio             | 92                 |  |

## Semifinali
- 13º-16º posto

| Gara | Team 1   | Team 2       | 1.T.  | 2.T.  | Supp. | Finale |
| ---- | -------- | ------------ | ----- | ----- | ----- | ------ |
| 57   | Ungheria | Paesi Bassi  | 40:32 | 36:39 | –     | 76:71  |
| 58   | Belgio   | Germania Est | 29:30 | 34:48 | –     | 63:78  |

- 9º-12º posto

| Gara | Team 1     | Team 2  | 1.T.  | 2.T.  | Supp. | Finale |
| ---- | ---------- | ------- | ----- | ----- | ----- | ------ |
| 65   | Jugoslavia | Francia | 37:36 | 38:33 | –     | 75:69  |
| 66   | Grecia     | Spagna  | 45:41 | 40:44 | 10:14 | 95:99  |

- 5º-8º posto

| Gara | Team 1    | Team 2  | 1.T.  | 2.T.  | Supp. | Finale |
| ---- | --------- | ------- | ----- | ----- | ----- | ------ |
| 59   | Italia    | Romania | 28:36 | 29:27 | –     | 57:63  |
| 60   | Finlandia | Israele | 35:30 | 38:30 | –     | 73:60  |

- 1º-4º posto

| Gara | Team 1           | Team 2   | 1.T.  | 2.T.  | Supp. | Finale |
| ---- | ---------------- | -------- | ----- | ----- | ----- | ------ |
| 67   | Cecoslovacchia   | Bulgaria | 42:40 | 40:39 | –     | 82:79  |
| 68   | Unione Sovietica | Polonia  | 57:30 | 51:38 | –     | 108:68 |

## Finali
- 15º posto

| Gara | Team 1      | Team 2 | 1.T.  | 2.T.  | Supp. | Finale |
| ---- | ----------- | ------ | ----- | ----- | ----- | ------ |
| 61   | Paesi Bassi | Belgio | 37:46 | 40:46 | –     | 77:92  |

- 13º posto

| Gara | Team 1   | Team 2       | 1.T.  | 2.T.  | Supp. | Finale |
| ---- | -------- | ------------ | ----- | ----- | ----- | ------ |
| 62   | Ungheria | Germania Est | 38:35 | 40:27 | –     | 78:62  |

- 11º posto

| Gara | Team 1  | Team 2 | 1.T.  | 2.T.  | Supp. | Finale |
| ---- | ------- | ------ | ----- | ----- | ----- | ------ |
| 69   | Francia | Grecia | 31:31 | 43:38 | –     | 74:69  |

- 9º posto

| Gara | Team 1     | Team 2 | 1.T.  | 2.T.  | Supp. | Finale |
| ---- | ---------- | ------ | ----- | ----- | ----- | ------ |
| 70   | Jugoslavia | Spagna | 46:24 | 55:49 | –     | 101:73 |

- 7º posto

| Gara | Team 1 | Team 2  | 1.T.  | 2.T.  | Supp. | Finale |
| ---- | ------ | ------- | ----- | ----- | ----- | ------ |
| 63   | Italia | Israele | 41:40 | 33:32 | –     | 74:72  |

- 5º posto

| Gara | Team 1  | Team 2    | 1.T.  | 2.T.  | Supp. | Finale |
| ---- | ------- | --------- | ----- | ----- | ----- | ------ |
| 64   | Romania | Finlandia | 41:33 | 30:31 | –     | 71:64  |

- 3º posto

| Gara | Team 1   | Team 2  | 1.T.  | 2.T.  | Supp. | Finale |
| ---- | -------- | ------- | ----- | ----- | ----- | ------ |
| 71   | Bulgaria | Polonia | 40:42 | 36:38 | –     | 76:80  |

- 1º posto

| Gara | Team 1         | Team 2           | 1.T.  | 2.T.  | Supp. | Finale |
| ---- | -------------- | ---------------- | ----- | ----- | ----- | ------ |
| 72   | Cecoslovacchia | Unione Sovietica | 30:40 | 47:49 | –     | 77:89  |

## Classifica Finale
| Campione d'Europa | Campione d'Europa | Campione d'Europa |
| --- | ----------------- | --- |
| Unione Sovietica4 Krikun, 5 Paulauskas, 6 Sak'andelidze, 7 Žarmuchamedov, 8 Selichov, 9 Polivoda, 10 Belov, 11 Tomson, 12 Lepmets, 13 Vol'nov, 14 Lipso, 15 Andreev, All. Aleksandr Gomel'skij |                   | |
| Argento | Cecoslovacchia    | Cecoslovacchia4 Marek, 5 Zídek, 6 Bobrovský, 7 Mrázek, 8 Konvička, 9 Baroch, 10 Mifka, 11 Zedníček, 12 Pištělák, 13 Ammer, 14 Tomášek, 15 Růžička, All. Vladimír Heger                  |
| Bronzo | Polonia           | Polonia4 Kuczyński, 5 Trams, 6 Malec, 7 Cegielski, 8 Chojnacki, 9 Kozak, 10 Korcz, 11 Likszo, 12 Łopatka, 13 Frelkiewicz, 14 Kwiatkowski, 15 Dregier, All. Witold Zagórski              |
| 4 | Bulgaria          | Bulgaria4 Mihajlov, 5 Rajčev, 6 Pandov, 7 Dojčinov, 8 Genev, 9 Krăstev, 10 Dimov, 11 Barčovski, 12 Vodeničarski, 13 Brănzov, 14 Dimitrov, 15 Hristov, All. Kiril Hajtov                 |
| 5 | Romania           | Romania4 Cernea, 5 Novac, 6 Nosievici, 7 Savu, 8 Iecheli, 9 Albu, 10 Barău, 11 Bîrsan, 12 C. Popescu, 13 Tarău, 14 Diaconescu, 15 Demian, All. Alexandru Popescu                        |
| 6 | Finlandia         | Finlandia4 Vainio, 5 K. Liimo, 6 Manninen, 7 Laanti, 8 M. Liimo, 9 Lahti, 10 Rönnholm, 11 Karell, 12 Pilkevaara, 13 Ahonen, 14 Finneman, 15 Immonen, All. Kalevi Tuominen               |
| 7 | Italia            | Italia4 Paschini, 5 Jessi, 6 Recalcati, 7 Merlati, 8 Iellini, 9 Fattori, 10 Vianello, 11 Fantin, 12 Masini, 13 Bufalini, 14 Cosmelli, 15 Flaborea, All. Nello Paratore                  |
| 8 | Israele           | Israele4 Cohen-Mintz, 5 Eshed, 6 Teichner, 7 Wold, 8 Avishar, 9 Volodarsky, 10 Gutt, 11 Dekel, 12 Kaminsky, 13 Hoffman, 14 Starkman, 15 Zeiger, All. Shimon Shelah                      |
| 9 | Jugoslavia        | Jugoslavia4 Bassin, 5 Simonović, 6 Maroević, 7 Kapičić, 8 Cvetković, 9 Ražnatović, 10 Tvrdić, 11 Ćosić, 12 Šolman, 13 Brajković, 14 Žorga, 15 Skansi, All. Ranko Žeravica               |
| 10 | Spagna            | Spagna4 Guardiola, 5 Serrano, 6 Luquero, 7 Margall, 8 Sagi-Vela, 9 Nava, 10 Rodríguez, 11 Laso, 12 Martínez, 13 Buscató, 14 Monsalve, 15 Ramos, All. Antonio Díaz-Miguel                |
| 11 | Francia           | Francia4 Schneider, 5 Tassin, 6 Gilles, 7 Degros, 8 Schol, 9 Le Ray, 10 Bonato, 11 Staelens, 12 Longueville, 13 Lespinasse, 14 Peter, 15 Durand, All. Joë Jaunay                        |
| 12 | Grecia            | Grecia4 Tsavas, 5 Mparlas, 6 Politīs, 7 Kolokythas, 8 Zoupas, 9 Maglos, 10 Gkoumas, 11 Mpazios, 12 Larentzakīs, 13 Diamantopoulos, 14 Trontzos, 15 Chaikalīs, All. Missas Pantazopoulos |
| 13 | Ungheria          | Ungheria4 Orbay, 5 Gabányi, 6 Pólik, 7 Kovács, 8 Kulcsár, 9 Prieszol, 10 Banna, 11 Nyitrai, 12 Korányi, 13 Halmos, 14 Lendvay, 15 Kangyal, All. János Szabó                             |
| 14 | Germania Est      | Germania Est4 Kirstein, 5 Wendt, 6 Kulik, 7 Prall, 8 Uhlig, 9 Flau, 10 Höhne, 11 Knoll, 12 Adam, 13 Jahn, 14 Stahl, 15 Schultze, All. Werner Krüger                                     |
| 15 | Belgio            | Belgio4 Dierckx, 5 Ivens, 6 Eygel, 7 Aerts, 8 Michelet, 9 Van Herzele, 10 Schoeters, 11 Loridon, 12 D'Hondt, 13 Van Kersschaever, 14 Geerts, 15 Declerck, All. René Mol                 |
| 16 | Paesi Bassi       | Paesi Bassi4 Rijsewijk, 5 Boot, 6 Bruin, 7 Kales, 8 van der Kroon, 9 Pastor, 10 Vrolijk, 11 Jager, 12 Tuinstra, 13 van Woerkom, 14 de Haan, 15 Witte, All. Egon Steuer                  |

## Premi individuali

### MVP del torneo
- Jiří Zedníček

### Miglior quintetto del torneo
- Playmaker:  Sergej Belov
- Guardia tiratrice:  Modestas Paulauskas
- Ala piccola:  Jiří Zedníček
- Ala grande:  Jiří Zídek
- Centro:  Veikko Vainio